# 資本
資本（しほん、英: Capital）とは、事業活動などの元手のことである。また、主流派経済学における生産三要素のひとつ、マルクス経済学においては自己増殖する価値の運動体のこと、あるいは会計学や法学における用語である。

## 原義
一般的な用法、基本的な用法としては、事業活動を行うための元手となる金のことである。
また派生用法として、比喩的に仕事や生活を維持していくための収入、あるいはその元となるもののこと。
使用例としては「商売をはじめるため、商売の資本を集める」「サラリーマンは体が資本だ」など。

## 主流派経済学における資本
主流派経済学における資本は、土地や労働と並ぶ生産要素のひとつである。
過去の生産活動が生み出した生産手段のストックであり、工場や機械などの固定資本、および原材料・仕掛品・出荷前製品などの流動資本からなる。
資本の蓄積によって、生産活動の拡大を図ることができる。
資本は多くの場合、以下の3つに分けられる。
金融資本
株式や債券など
物的資本
建物や設備など
人的資本（ヒューマン・キャピタル）
労働者の教育程度や健康状態など

## マルクス経済学における資本
マルクス経済学では、資本を剰余価値を生むことにより自己増殖する価値の運動体と定義している。資本主義において資本が主体として再生産を繰り返すことで社会を維持、成長させる。
マルクス経済学において資本は大きく分けて、産業資本と商業資本などの現実資本（機能資本）、利子生み資本と分類される。

### 現実資本（機能資本）

#### 産業資本
産業資本は以下のような資本に姿態変換（変態）し、生産過程で剰余価値を生み出し、増殖をしていく資本である。製造業などがこれに当たる。
貨幣資本
貨幣の形態を持った資本である。
生産資本
生産手段（工場施設など）かもしくは労働力などの形態を持った資本である。この資本において生産手段と労働力の結合によって生産過程が生み出され、剰余価値が発生する。
商品資本
生産過程を経て生み出された商品の形態を持った資本である。
この3種の資本は、まず貨幣資本にて工場や労働力といった生産資本を購入し、その手に入れた生産資本で商品を生産し、その商品を売却して貨幣を得るというように、貨幣資本から生産資本、生産資本から商品資本、そして商品資本から貨幣資本といった形で循環していく。このことを指して資本の循環と呼び、元の資本から循環が終わり再び元の資本形態に戻るまでのサイクルを資本の回転と呼ぶ。この循環は継続するプロセスであり、この過程で初期の投資が回収され、資本は増殖していく。
また生産過程において、価値が変わるか、変らないかによって二種類に規定される。
可変資本
労働力を購入するための資本である。
労働力は生産過程において、剰余価値を生み出すために、価値は可変であるとする。
不変資本
工場、原材料費、機械などの生産手段を購入するための資本である。
これらのものの生産に投じられた労働は、生産過程に入るその時点ではすでに、終了しておりしたがって、「死んだ労働」であるので、新たな価値を生み出さない。したがって価値は不変とされる。

#### 商業資本
商業資本とは商品を生産過程で生み出すのではなく、産業資本が生産した商品資本の流通を媒介すること自体を商品とすることにより、利潤を得る資本である。小売などがこれに当たる。

#### 商人資本
貿易商人が空間的な価値体系の差異から剰余価値を生む資本形態（マルクス、宇野弘蔵、柄谷行人は産業資本の前駆体として、これに注目した）。たとえば、温暖地域ではバナナは取れやすくありふれているので安価だが寒冷地域では貴重である。温暖地で安く買い寒冷地で高く売れば、不等価交換によらず商人は儲けられる。

### 利子生み資本
利子生み資本とは、資金そのものを資本家に貸し付けることにより、利子を介して利潤を得る形態の資本である。利子生み資本の例としては金融機関や投資ファンドなどが挙げられる。
利子生み資本は何ら商品（物財・サービス）を生産しない形態の資本であり、その存在は産業資本に依存したものである。

## 会計学における資本
会計学上の資本は、以下のいくつか意味、もしくは略称があり、それぞれ全く違う意味となる。
- 総資産
- 純資産
- 株主資本から利益剰余金を差し引いたもの
- 資本金

## 法学における資本
株式会社の営業のために、株主が出資した基金の全部または重要部分を示す金額のことである。資本の金額は、登記又は貸借対照表により公示される。

## 前期的資本
近代資本主義（独: der Moderne Kapitalismus、英語: modern capitalism）より前の諸経済において、資本となる前の元手を前期的資本（vorsintflutliches Kapital）という。直訳すると「ノアの大洪水以前の資本」という意味であり、元手としての資本はかくも大昔から存在していたという意味である。近代産業資本（近代資本主義の資本）の対義語として前期的資本と呼ぶ。前期的とは言っても、これが発展すれば自動的に近代資本主義になるわけではなく、近代資本主義へ発展するためには後述する特殊な条件が必要である。前期的資本は、商品流通と貨幣流通さえあれば存立しうる。前期的資本の存在しない経済は貨幣の存在しない経済（物々交換経済、あるいは完全自給自足で物々交換すら行われない経済）である。
前期的資本主義の経済では、市場関係が未成熟ですべてが多分に非合理性と偶然性を含んでいる。市場が非合理性を持つからこそ投機的イデオロギー（商略・欺瞞・暴力）によって巨利を得ることのできる経済であるともいえる。そこには近代資本主義に見られる勤労・勤勉・誠実・正直・信用・目的合理的経営・成長を伴う投資といった原則は全くない。
イギリス古典派（the classical school、アダム・スミス、デヴィッド・リカードなど）やカール・マルクスは、技術進歩・資本蓄積・商業発達の3条件が満たされれば自動的に近代資本主義へ発展するという。しかしマックス・ウェーバーは世界の歴史をくまなく調査して、技術進歩・資本蓄積・商業発達が高度に達成され巨富を築いた貨幣経済においても、ついに近代資本主義が発生を見なかった例を大量に発見し、近代資本主義へ発展するためにはさらなる4つの条件（資本主義の精神、der Geist des Kapitalismus,the spirit of capitalism）が必要であると発表した。
1. 「利潤の追求を正常なこととする精神」。前期的資本においては利益を奪い取る投機が横行し、利潤の追求は投資家自身によってすら倫理的に悪であると考えられていた。投資家は最下層の民衆を相手に商業や金貸しを行う事が多かったため、賤民資本主義（paria Kapitalismus）と呼ばれたほどであった。近代資本主義のように成長を伴う投資が成功するためには、勤労・正直・信用といった美徳によって人々の支持を得ている必要がある。つまり利潤が発生したということは、これら美徳を実践した証拠であり、倫理的に善なのだというイデオロギーへの改革が、近代資本主義へ発展するために必要な精神である。
2. 「目的合理性」。宗教儀式や伝統主義（単にいままでそうしてきたというだけでその行動を是とする）を廃して、複式簿記・資本主義市場法則・近代法律学・数学・理論物理学といった近代科学的発想で行動する。すべては合理的な労働から得られるのであり、思いがけない幸せを神に祈るようなことは行ってはならない。雑多な宗教儀式や呪術は言うに及ばず、社会のしきたりに反すれば人に批判されるから妥協するとか、自分の見込んだ客にしか商品を売らないといった伝統主義的行動を捨てて、勤勉・質素・正直・慎重・周到といった自己の正義・徳性に従って行動する精神。
3. 「労働を尊ぶ精神」。労働それ自身が救済であり、労働によって人間の価値が決まるとする精神である。金儲けを第一の目的とせず、食料や衣類など隣人が欲している物を「正当な価格で」売ることは、隣人愛の精神に合致している。利益のためではなく隣人のために禁欲的に働く。その結果として利益が出てくるならば善いことである。つまり正しい経済行為によって得られる利益は正しいとする精神である。この精神は、利益を悪として禁止するほどの抑圧・緊張のある社会にしかうまれない。
4. 「時間は貨幣であり、貨幣は信用であり、信用は態度である」。一日に10シリング稼げる人が、半日なにもしないで5シリングしか稼がなかったとすれば、彼は5シリングを無駄にしている。高い信用があれば低利で融資を受けられ、より高利の経営によって利益を生じやすい。勤務時間中に遊技場に居る態度を債権者に見られれば、信用を失うであろう。納期や利子といった流通を促す発想であり、滞貨を発生させない精神でもある。

マックス・ウェーバーは、宗教とはエトスであると定義した上で（この定義では、例えば個人の悪徳は公共の美徳であり自由競争市場がベストであるという古典派の学説やマルクスの学説なども一種の宗教とみる）、このような精神改革を促したものこそ、隣人愛を説く一神教、すなわちキリスト教（特に宗教儀式を廃して合理化をすすめたプロテスタント）であるという。日本においては山本七平が、日本人の労働モラルの高さを支えた宗教として仏教の宗派である禅宗の「労働即仏行」を指摘している。
小室直樹は、古事記や日本書紀に登場する天照大御神などの皇祖神がすでに自ら養蚕を行うなど労働を尊んでおり、日本人の労働モラルの高さは日本神話の影響であり、労働が原罪に対するペナルティーである欧米の一神教諸国とは事情が異なると分析している。さらに、近代資本主義という経済はどの国家でもなりたければなれるものではないとした上で、日本の近代資本主義発生の過程について、浅見絅斎の靖献遺言や山崎闇斎の崎門の学や山鹿素行の中朝事実に見られる勤王思想が一神教的教義を醸成し、幕末の下級武士たちに自己を捨てて目標へ邁進する禁欲的行動精神をもたらし、吉田松陰や橋本左内などの勤王の志士がうまれて明治維新が発生し、その後は彼ら自身が資本家となり四民平等のリーダーとなることで日本の資本主義と民主主義が発進したのだと分析している。